# Guillaume Boronad
Pour les articles homonymes, voir Boronad.
Guillaume Boronad, né à Perpignan (Pyrénées-Orientales) le 5 mai 1979, est un joueur de football français.
Son poste de prédilection est milieu offensif.

## Biographie
Il était l'un des membres piliers du FC Martigues, en Ligue 2 et en National.
Il signe le 5 juin 2008 à l'AS Cannes. En 2009, il rejoint l'ES Fréjus.
Au cours de sa carrière Guillaume aura joué 66 matchs en Ligue 2 et 13 matchs en 1re division portugaise.

## Clubs
- 1996-1997 : Perpignan FC  France
- 1997-2000 : Girondins de Bordeaux  France
- 2000-2001 : Sporting Perpignan Roussillon  France
- 2001-2003 : FC Martigues  France
- 2003-2005 : FC Rouen  France
- 2005-2005 : FC Penafiel  Portugal
- 2005-2008 : FC Martigues  France
- 2008-2009 : AS Cannes  France
- 2009-2010 : ES Fréjus  France
- 2010-2014 : Sporting Toulon Var  France
- 2014- : Perpignan Canet FC  France
- 2015- : Elne FC  France